# قانون الزراعة لعام 1920
قانون الزراعة عام 1920 (10 و 11 Geo. V c.76) هو قانون برلماني في المملكة المتحدة تم تمريره في ديسمبر 1920 من قبل حكومة الائتلاف.
حيث تم تصميمه لدعم ضمانات الأسعار للمنتجات الزراعية، وللحفاظ على الحد الأدنى للأجور لعمال المزارع. ومع ذلك، فقد ثبت أنها غير فعالة ؛ إذ تم التخلي عن الضمانات في يوليو 1921 ، مع إلغاء الأجزاء ذات الصلة بالقانون، بالإضافة إلى انخفاض سعر القمح من ( من84s 7d الربع إلى 44s 7d ) في غضون عام واحد - ما يشكل انخفاض بنسبة 48٪ . وأنشأ هذا القانون لجان الأجور لتحديد الحد الأدنى للأجور الزراعية وهذه أيضا سُرعان ما تم التخلي عنها.
من ثُُّم تم إنشاء نظام بديل «لجان التوفيق» للتوسط بين أرباب العمل والعُمَّال، لكن لم يكن لهذه اللجان صلاحيات قانونية، وانخفض متوسط الأجر الأسبوعي من 46s في بداية عام 1921 إلى 36s بحلول نهاية العام،
وإلى 28s للأسبوع خلال ثمانية عشر شهرًا من الإلغاء.
ستكون المحاولة التالية لإصلاح الأجور الزراعية هي قانون الأجور الزراعية (التنظيم) لعام 1924.